# Jing Tian
Jing Tian (景甜S, Jǐng TiánP; Xi'an, 21 luglio 1988) è un'attrice cinese.

## Biografia
Diplomatasi presso l'Accademia di danza di Pechino e l'Accademia del cinema di Pechino, è nota in patria per i ruoli nei film The Warring States, Special ID e Police Story 2013. Ha preso parte inoltre alla riprese di tre film della Legendary Pictures: The Great Wall, Kong: Skull Island e Pacific Rim: Uprising.

## Filmografia parziale
- Anaconda Frightened (狂蟒惊魂S, Kuáng mǎng jīnghúnP), regia di Lee Bing-leung (2008)
- My Belle Boss (我的美女老板S, Wǒ dì měinǚ lǎobǎnP), regia di Li Hong (2010)
- The Warring States (战国S, Zhàn guóP), regia di Chen Jin (2011)
- Ultra Reinforcement (超时空救兵S, Chāo shíkōng jiùbīngP), regia di Lam Chi-chung (2012)
- Shadows of Love (影子爱人S, Yǐng zi ài rénP), regia di Poon Yuen-leung (2012)
- Tears in Heaven (新妈妈再爱我一次S, Xīn māmā zài ài wǒ yīcìP), regia di William Kim (2012)
- Better and Better (越来越好之村晚S, Yuèlaíyuèhǎo zhī cūnwǎnP), regia di Zhang Yibai e Xie Dongshen (2013)
- Special ID (特殊身份S, Tè shū shēn fènP), regia di Clarence Fok (2013)
- Police Story 2013 (警察故事2013S, Jǐngchá gùshì 2013P), regia di Ding Sheng (2013)
- From Vegas to Macau (赌城风云S, Dǔ chéng fēngyúnP), regia di Wong Jing (2014)
- Dragon Nest: Warriors' Dawn (龙之谷：破晓奇兵S, Lóng zhī gǔ: pòxiǎo qíbīngP), regia di Song Yuefeng (2014)
- The Great Wall (長城S, Cháng ChéngP), regia di Zhang Yimou (2016)
- Kong: Skull Island, regia di Jordan Vogt-Roberts (2017)
- Pacific Rim - La rivolta (Pacific Rim: Uprising), regia di Steven S. DeKnight (2018)